# Dusona nubilator
Dusona nubilator är en stekelart som beskrevs av Hinz 1994. Dusona nubilator ingår i släktet Dusona och familjen brokparasitsteklar. Inga underarter finns listade i Catalogue of Life.